# Nebbia sulla Manica
Nebbia sulla Manica (Dangerous When Wet) è un film del 1953 diretto da Charles Walters.

## Produzione
La lavorazione del film, prodotto dalla Metro-Goldwyn-Mayer (MGM) (controlled by Loew's Incorporated), durò da inizio agosto a metà ottobre 1952.

## Distribuzione
Il copyright del film, richiesto dalla Loew's Inc., fu registrato l'11 maggio 1953 con il numero LP2601.
Distribuito dalla Metro-Goldwyn-Mayer (MGM) (controlled by Loew's Incorporated), il film uscì nelle sale cinematografiche USA il 3 luglio 1953 prima di essere stato presentato in prima a New York il 18 luglio 1953.